# Adrien Nkoumba
Adrien Nkoumba – gaboński piłkarz grający na pozycji obrońcy. W swojej karierze rozegrał 3 mecze w reprezentacji Gabonu.

## Kariera klubowa
W swojej karierze piłkarskiej Nkoumba grał w klubie AS Sogara.

## Kariera reprezentacyjna
W reprezentacji Gabonu Nkoumba zadebiutował 10 stycznia 1993 w przegranym 0:1 towarzyskim meczu z Marokiem, rozegranym w Bonneuil-sur-Marne. W 1994 roku został powołany do kadry na Puchar Narodów Afryki 1994. Na tym turnieju nie rozegrał żadnego meczu. Od 1993 do 1994 rozegrał w kadrze narodowej 3 mecze.